# Усаторре, Хуан
Хуан (Иван) Усато́рре-Ка́новас (25 мая 1941, Москва, СССР — 21 января 1989, Барселона, Испания) — советский футболист, защитник. Мастер спорта СССР (с 1963).

## Биография
Сын одного из испанцев, эмигрировавших в СССР во время гражданской войны. Воспитанник юношеской команды МПС Москва. В 1959 году провёл один матч за дубль «Спартака». В 1960 году играл за заводскую команду «Каучук» Ярославль (завод «Резинотехника»). В её составе на 950-летии Ярославля выиграл турнир, посвященный юбилею города. В 1961 году был приглашён Александром Загрецким в могилёвский «Химик», а по окончании сезона вместе с Владимиром Гремякиным перешёл в минскую «Беларусь». В 1966 году Усаторре вернулся в Москву. Сыграв один матч за спартаковский дубль, далее играл в «Торпедо». В 1967—1968 годах играл за родной «Локомотив». В 1969 году перешёл в кировоградскую «Звезду», но из-за злоупотребления спиртным покинул команду уже в начале сезона. Футбольную карьеру закончил в 1970 году в команде завода «Фрезер». Впоследствии переехал в Испанию, где скончался в 1989 году.
В 1966 году сыграл восемь неофициальных матчей за сборную

## Достижения
- Чемпионат СССР: бронзовый призёр (1963)
- В списке 33 лучших футболистов сезона: 1 раз — 1965 (№ 2)